# Lexovisaurus durobrivensis
Lexovisaurus durobrivensis es la única especie conocida del género extinto Lexovisaurus ("reptil de Lexovi") de dinosaurio tireóforo estegosáurido, que vivió a mediados del período Jurásico, hace aproximadamente 165,7 millones de años, en el Calloviense, en lo que hoy es Europa.

## Descripción
Lexovisaurus fue uno de los primeros estegosáuridos que se descubrieron; sabemos de él gracias a pedazos de armadura y huesos de los miembros que se encontraron en Inglaterra y el norte de Francia. Los ejemplares franceses muestran que el Lexovisaurus era muy parecido al Stegosaurus, aunque su armadura estaba formada por largas espinas puntiagudas que corrían sobre el lomo y la cola, y no por placas óseas. Probablemente medía alrededor de 6 metros de largo.

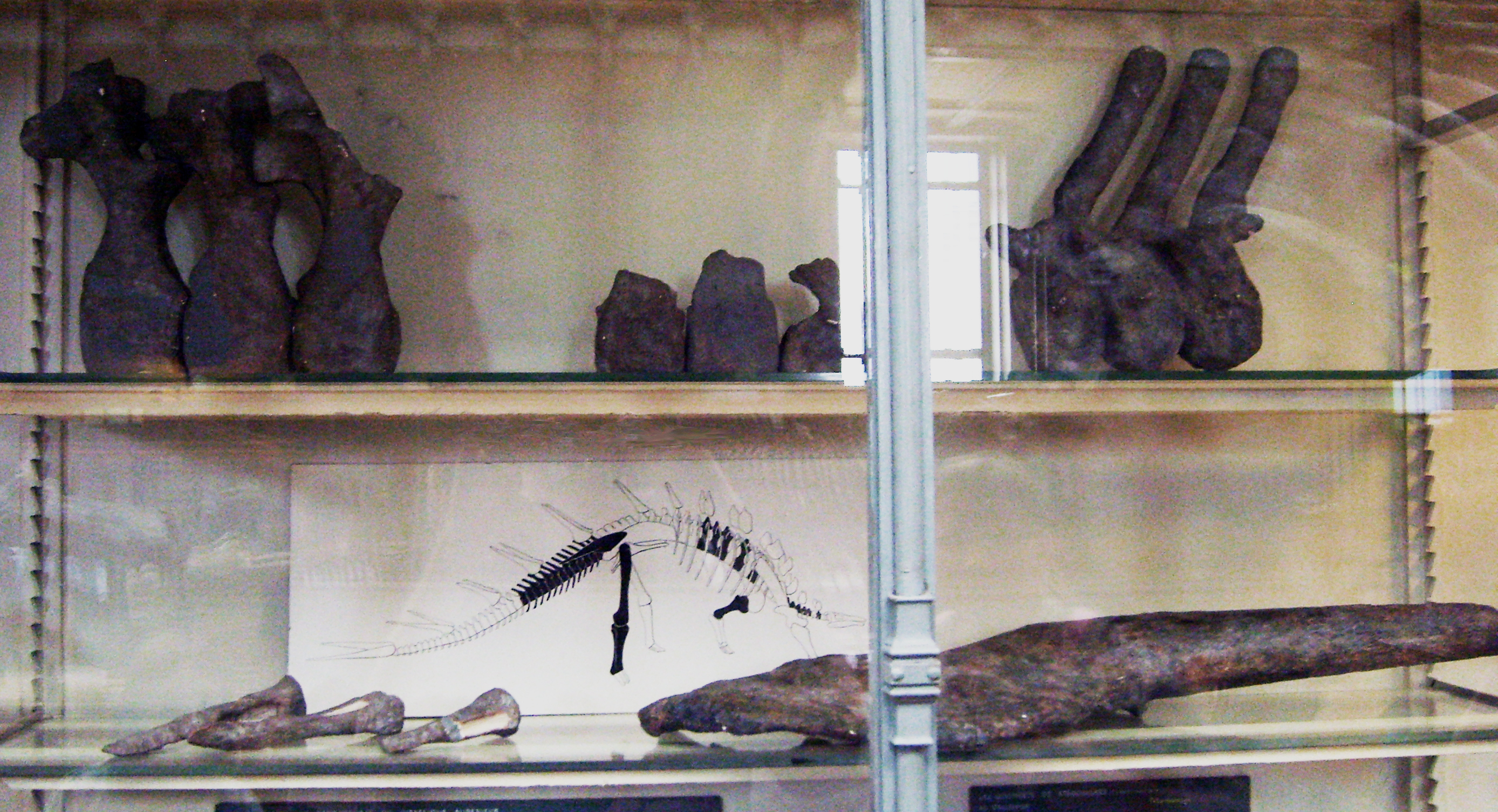
Huesos de las extremidades, Muséum national d'histoire naturelle

Si Lexovisaurus se limita al holotipo, hay poca información disponible, aparte de que tiene una estructura de estegosáurido general y un ancho de pelvis de 114 centímetros. Parte del material descrito por Hulke era un fémur izquierdo, muestra BMNH R1991, con una longitud de 99 centímetros, indicando una longitud corporal de aproximadamente 5 metros. El material de Fletton y Normandía, que sugiere una longitud corporal de aproximadamente 6 metros y un peso de 2 toneladas, muestra una combinación de placas planas estrechas en la espalda y espinas puntiagudas redondas que corren a lo largo de la cola. Se encontró una gran espina que Hoffstetter colocó en el hombro, Galton en la cadera y Maidment en la cola.

## Descubrimiento e investigación
Sus restos se encontraron en la Formación de Arcilla de Oxford, en la Arcilla de Kimmerdige en Northamptonshire, Inglaterra y en Marnes d'Argences, Calvados, Francia. Es conocido por 3 esqueletos poscraneales incompletos, diez elementos sueltos que abarcan un rango de edad que va de adultos a subadultos.

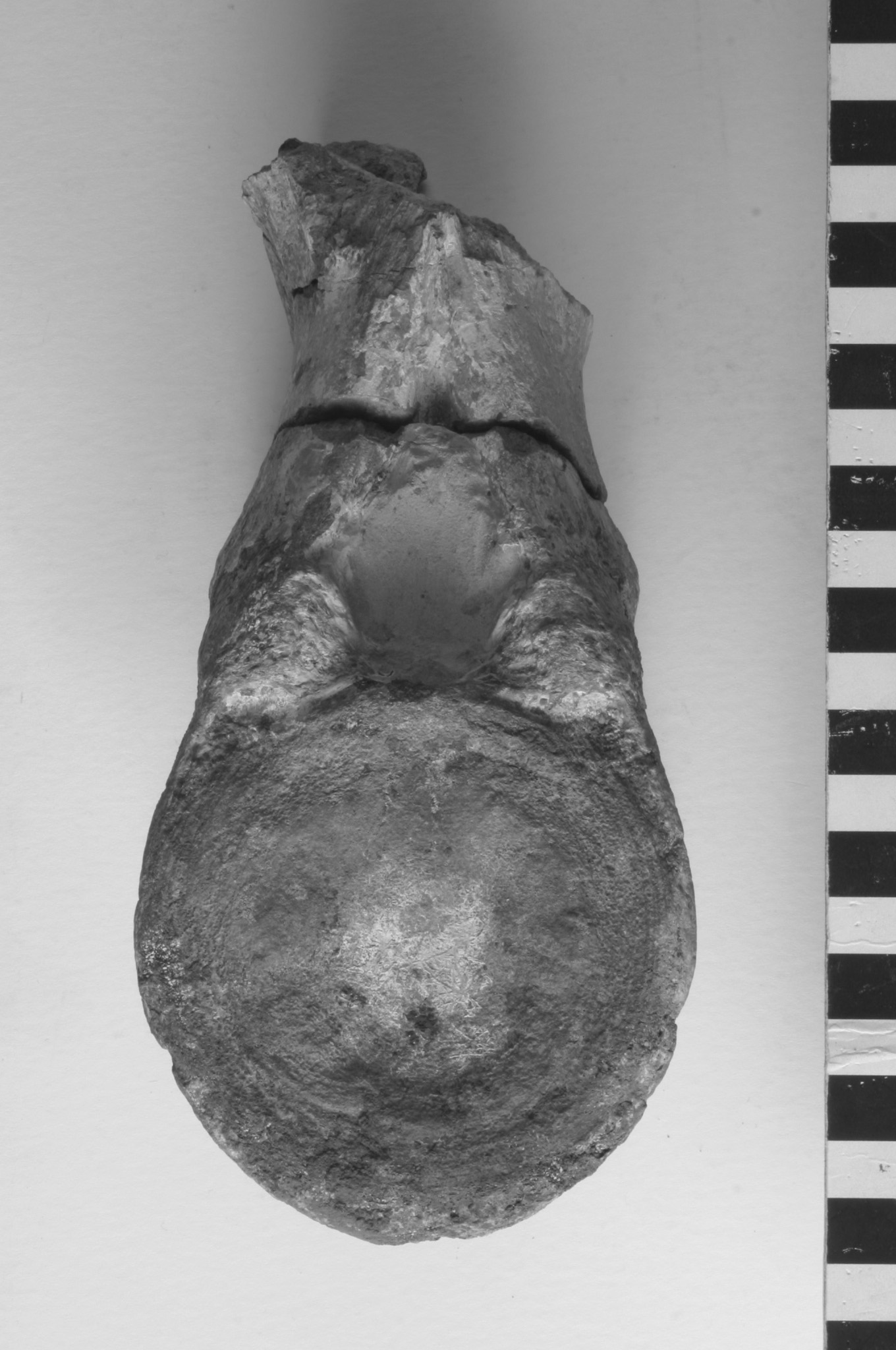
Vértebra de Lexoviaurus.

La especie tipo, Lexovisaurus durobrivensis, fue formalmente descrita por Hoffstetter en 1957. El espécimen había sido originalmente descrito como Omosaurus, hoy Dacentrurus, 70 años antes.  El trabajo reciente de Susannah Maidment y colaboradores indica que Lexovisaurus está basado en restos no diagnósticos, por eso asignaron a Loricatosaurus los restos asignados a Lexovisaurus.
A principios de la década de 1880, el coleccionista Alfred Nicholson Leeds adquirió el esqueleto de un dinosaurio excavado en un pequeño pozo de ladrillos en la aldea de Tanholt, cerca de Eye, Cambridgeshire. En septiembre de 1885, los restos se mostraron al paleontólogo Henry Woodward, cuyas notas forman la primera documentación sobre el tema. Más tarde, se asumió erróneamente que el hallazgo se había realizado en las fosas industriales de ladrillos en Fletton, la fuente habitual de los especímenes de Leeds. En 1887 el fósil fue descrito por John Whitaker Hulke y nombrado como una nueva especie del estegosáurido Omosaurus, Omosaurus durobrivensis, el nombre específico referido a la antigua ciudad romana de Durobrivae. El 30 de mayo de 1892, el espécimen fue comprado por el Museo Británico de Historia Natural.

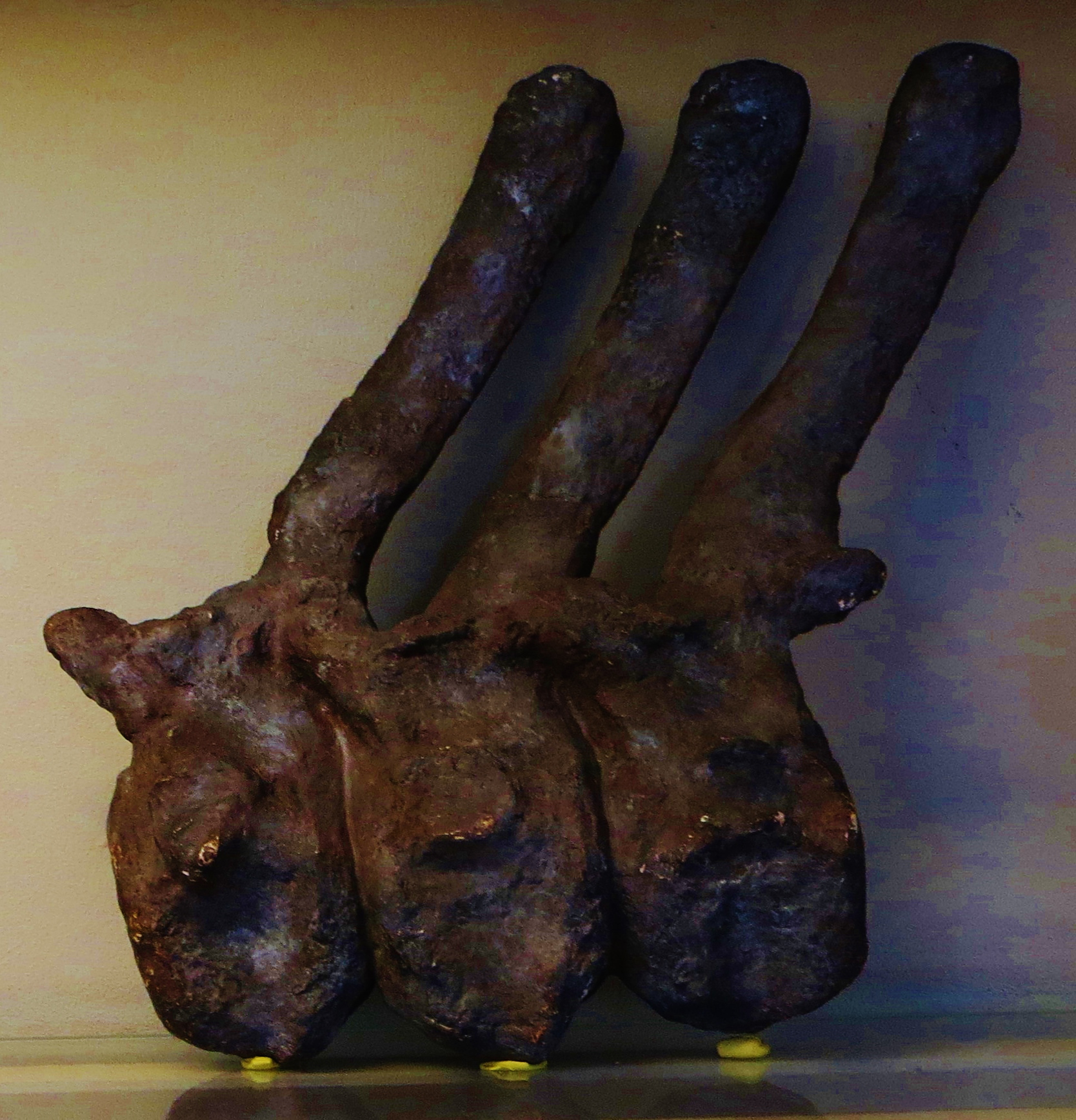
Vértebras

El holotipo, BMNH R1989, se encontró en el miembro de Peterborough de la Formación Oxford Clay, más especialmente en la biozona Kosmoceras Jason que data del Calloviense medio. Hulke asumió por error una procedencia de la Formación Kimmeridge Clay más joven. Consiste en un sacro de cinco vértebras y dos iliones. Otros huesos fueron referidos a la especie, entre ellos dos placas que se cree que son parte de la armadura dérmica. Sin embargo, el 22 de agosto de 1888, Othniel Charles Marsh visitó la colección de Leeds en Eyebury y reconoció que estos elementos pertenecían a un pez gigante, en 1889 por Arthur Smith Woodward llamado Leedsichthys. Las placas son, de hecho, parte del techo del cráneo de este último.
En 1915, Omosaurus durobrivensis pasó a llamarse Dacentrurus durobrivensis, ya que el nombre Omosaurus había estado preocupado, lo que Marsh ya había indicado en la década de 1870. En 1957, el paleontólogo francés Robert Hoffstetter creó un género separado para la especie,  Lexovisaurus. El nombre genérico se deriva de Lexovii , una tribu gálica en la antigüedad que habita en la región de Normandía, donde se descubrieron varios especímenes de estegosáuridos que, por Hoffstetter, se referían a Lexovisaurus. Mientras la especie tipo permanece Omosaurus durobrivensis, la combinatio nova es Lexovisaurus durobrivensis. Hofstetter también se refirió a un esqueleto de estegosáurido mucho más completo en 1901 descubierto por Leeds en el pozo de ladrillos Fletton, espécimen BMNH R3167 que en 1911 había sido nombrado Stegosaurus priscus. Posteriormente, en 1964, Oskar Kuhn refirió el nomen nudum "Omosaurus leedsi" de Seeley vide Huene 1901 a Lexovisaurus como Lexovisaurus leedsi. En 1983, Peter Malcolm Galton cambió el nombre de Omosaurus vetustus Huene 1910 a Lexovisaurus vetustus.

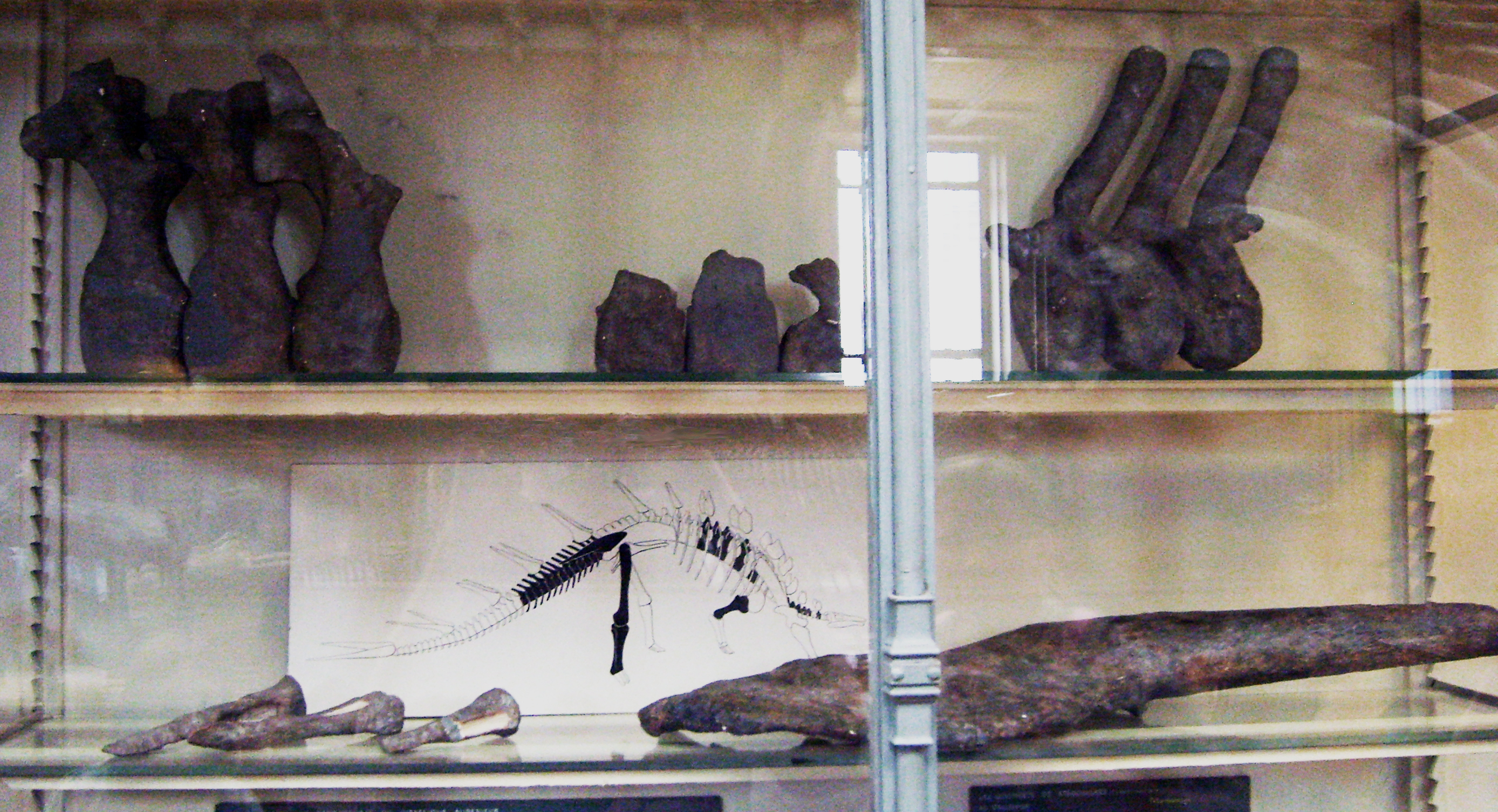
Vértebras y espina, Museo Nacional de Historia Natural, París

Sin embargo, en 2008 Susannah Maidment y sus colegas concluyeron que el holotipo de Lexovisaurus, BMNH R1989, no era diagnóstico, por lo que se separaron de BMNH R3167 y los franceses encuentran que los nombran como un nuevo género separado, Loricatosaurus. Esto convirtió a Lexovisaurus en un nomen dubium, mientras que O. vetustus no se diagnosticó y se declaró nomina dubium. Sin embargo, otros investigadores, combinando el material en inglés recolectado por Leeds debido a su procedencia compartida, han considerado a Lexovisaurus un taxón válido. Mientras tanto, Omosaurus vetustus ha pasado a llamarse Eoplophysis, aunque este género no se considera válido. El nomen nudum "Omosaurus leedsi", erróneamente considerado un nomen dubium por Maidment et al. 2008, ha sido referido a Loricatosaurus.

## Clasificación
Hoffstetter asignó Lexovisaurus como un Stegosauridae dentro de la subfamilia Stegosaurinae en 1957.